# Аспартаткіназа
Аспартаткіназа — фермент (КФ 2.7.2.4), який каталізує реакцію фосфорилювання амінокислоти аспаргінової кислоти (аспатрату). Ця реакція — перший крок біосинтезу трьох незамінних амінокислот: метіоніну, лізину і треоніну, відомих як «аспаргінова родина». Аспартаткіназа присутня тільки в мікроорганізмах і рослинах, тварини, через її відсутність, повинні отримувати амінокистоти аспаргінового родини разом з харчуванням.
У бактерії Escherichia coli аспартаткіназа присутня у вигляді трьох незалежних ізоформ, кожна з яких специфічна до одного з трьох біохімічних шляхів. Це дозволяє незалежно регулювати швидкості утворення метіоніну, лізину і треоніну. Всі три форми регулюються на рівні транскрипції зворотним зв'язком, тобто інгібуються за умовами високої концентрації своїх кінцевих продуктів.
Відсутність цих ферментів у тварин робить їх зручними для інгібування за допомогою гербіцидів та для збільшення їх кількості методами генної інженерії з метою підвищення харчової цінності рослинних продуктів.